# لارس وردلين
لارس وردلين (بالسويدية: Lars Werdelin)‏ هو عالم حفريات سويدي ولد عام 1955، وهو متخصص في تطور الثدييات آكلة اللحوم. منطقة واحدة حظيت باهتمامه وهي المنطقة التي توجد فيها حيوانات آكلة اللحوم أشباه البشر في أفريقيا.
لارس وردلين حاصل على الدكتوراه من جامعة ستوكهولم في عام 1981.